# حلبة مصارعة الثيران (بيخار)
حلبة مصارعة الثيران (بالإسبانية: Plaza de toros de Béjar)‏ هي حلبة مصارعة الثيران في مدينة بيخار بمقاطعة سلامنكا بمنطقة الحكم الذاتي قشتالة وليون. تُعرف باسم لا أنثيانيتا أو السيدة العجوز كونها الساحة الأقدم في كافة إسبانيا.

## تاريخ
يرجع عمر حلبة مصارعة الثيران في بيخار إلى عام 1711 (قرابة 306 سنة)، على الرغم من أن أصولها الفعلية ترجع إلى عام 1667، أي منذ قرابة 350 سنة. وكان ذلك لتغطية تكاليف تنفيذ أعمال مزار العذراء شفيعة المدينة، كاستنيار دي بيخار، وقم جرت مصارعة الثيران الأولى في ساحة ساحة مؤقتة مغلقة بالأخشاب، إلا أنه لم تتم حتى عام 1711 مع ولادة أمير أستورياس.